# Нике
Вижте пояснителната страница за други значения на Нике.
Нѝке или Нѝка (на гръцки: Νίκη, старогръцко произношение: Нике, новогръцко: Ники, в превод – победа) в древногръцката митология е богиня на победата. Дъщеря е на титана Палант и океанидата Стикс. Тя е сестра на Зелус (Зелос, Зел, „завист“), Биа (Бия, „сила“, „насилие“, „принуда“) и Кратос („мощ“, „сила“, „насилие“), които помагат в победите.
Нике участва в борбата за власт между Зевс и Кронос, заставайки на страната на Зевс. След победата тя става неразделна негова спътница. Нике, освен богиня на победата в сраженията, е и символ на победата в спортни и артистични изяви. Крилатата богиня е неизменен атрибут на Зевс и Атина, които са изобразявани с фигурка на Нике в ръка. Зевс Олимпийски, изработен от Фидий, държи в дясната си ръка Нике от злато и слонова кост. Всяко крайче от трона му било във формата на танцуващи фигурки на Нике. Нейна статуйка често е принасяна в дар на богинята Атина. Изобразявана е с крила, лавров венец на главата и палмово клонче в ръка, често на колесница.
В древноримската митология ѝ съответства богинята Виктория.
- Нике от Колхида
- Статуя на Нике